# Motor V5

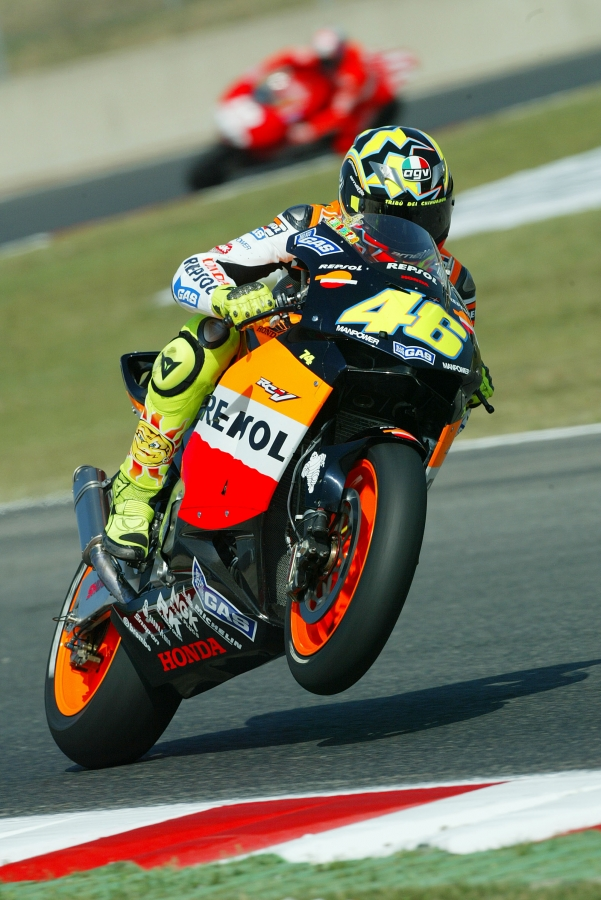
Motocicleta Honda RC211V, equipada con un inusual motor de cinco cilindros en V

Un motor V5 es un propulsor de combustión interna que dispone de cinco pistones que comparten un cigüeñal común y están dispuestos en dos bancadas que forman un ángulo entre sí. Los diseños de motores V5 son muy poco comunes, destacando el motor VR5 de Volkswagen que fue producido entre 1997 y 2006.

## Automóviles

### General Motors
A principios de la década de 1980, Oldsmobile desarrolló un prototipo de motor diésel V5 de 2,5 L (153 plg³), aunque nunca alcanzó la etapa de producción, y el proyecto fue posteriormente abandonado. El motor se basaba en el motor Oldsmobile V6 diésel con la bomba de inyección de combustible en la ubicación del sexto cilindro "faltante". Un motor prototipo se exhibe en el Museo R.E. Olds (denominado así en honor de Ransom Eli Olds, fundador de la marca Oldsmobile) de la ciudad de Lansing (Míchigan).

### Grupo Volkswagen
El único motor de automóvil V5 que llegó a la producción en serie fue el motor "VR5" de 2,3 L (140 plg³) fabricado por Volkswagen de 1997 a 2006. Basado en el Motor VR6 de la misma firma, el VR5 era un motor de ángulo estrecho con cilindros escalonados (tres cilindros en una bancada y dos en la otra) compartiendo una sola culata. En el motor VR6 del que procedía, el ángulo entre las bancadas era de 15 grados. Las versiones iniciales disponían de 2 válvulas por cilindro. Sin embargo, una actualización en 2000 introdujo un total de 4 válvulas por cilindro y la adición de la sincronización variable de las válvulas.

## Motocicletas

### Honda
La Honda RC211V, una motocicleta GP que compitió en las temporadas 2002-2006, utilizó un motor V5 El motor 990 cm³ (60 plg³) montado transversalmente. Tenía tres cilindros en la parte delantera, dos cilindros en la parte trasera y un ángulo en V de 75,5 grados. Disponía de 4 válvulas por cilindro.